# Philipp Kircher
Philipp Kircher (* 1846 in Wiesloch; † 1921 in Karlsruhe) war ein deutscher Architekt und Denkmalpfleger.

## Leben
Philipp Kircher war Direktor der Baugewerkschule Karlsruhe. Er übernahm 1889 im Nebenamt das Amt des Konservators der öffentlichen Baudenkmale in Baden. Kircher war dabei dem Großherzoglichen Konservator Ernst Wagner beigeordnet. Dieser hatte die obere Leitung aller Geschäfte der Denkmalpflege im Großherzogtum Baden. Der dritte Konservator, Joseph Sauer in Freiburg, fungierte als Konservator für kirchliche Denkmale, er zog Kircher hinzu, wenn es um bautechnische Fragen ging. Kircher verwaltete das Amt verantwortungsvoll, es brachte ihm hohes Ansehen ein.
Kirche war 1908 bis 1912 Mitglied der Ministerialkommission für das Hochbauwesen.

## Bauten
- 1889–1902: Badische Baugewerkschule Karlsruhe, Moltkestraße 9 (heute Pädagogische Hochschule)

Dreigeschossige Anlage über H-förmigem Grundriss, in der Formensprache der italienischen Renaissance, Nordflügel 1890, Mittelteil 1892, Südflügel 1902, nach 1945 Wiederaufbau durch das Badische Bezirksbauamt